# Turpiloquio nella lingua italiana
La parolaccia (dispregiativo del termine parola) o turpiloquio è un termine o espressione volgare, triviale, offensiva.
La lingua italiana ingloba parolacce non solo a partire da gerghi specifici (es. malavitosi, studenteschi...) ma anche dai molti dialetti e lingue regionali che si parlano nella penisola. Si tratta di termini che esprimono di solito, in modo abbassante e offensivo, delle pulsioni fondamentali dell'uomo: il sesso, il metabolismo, l'aggressività, la religione. Esse sono diventate un linguaggio specializzato nell'esprimere le emozioni primarie dell'uomo: rabbia, sorpresa, disgusto, paura, divertimento ecc.

## Diffusione nella società

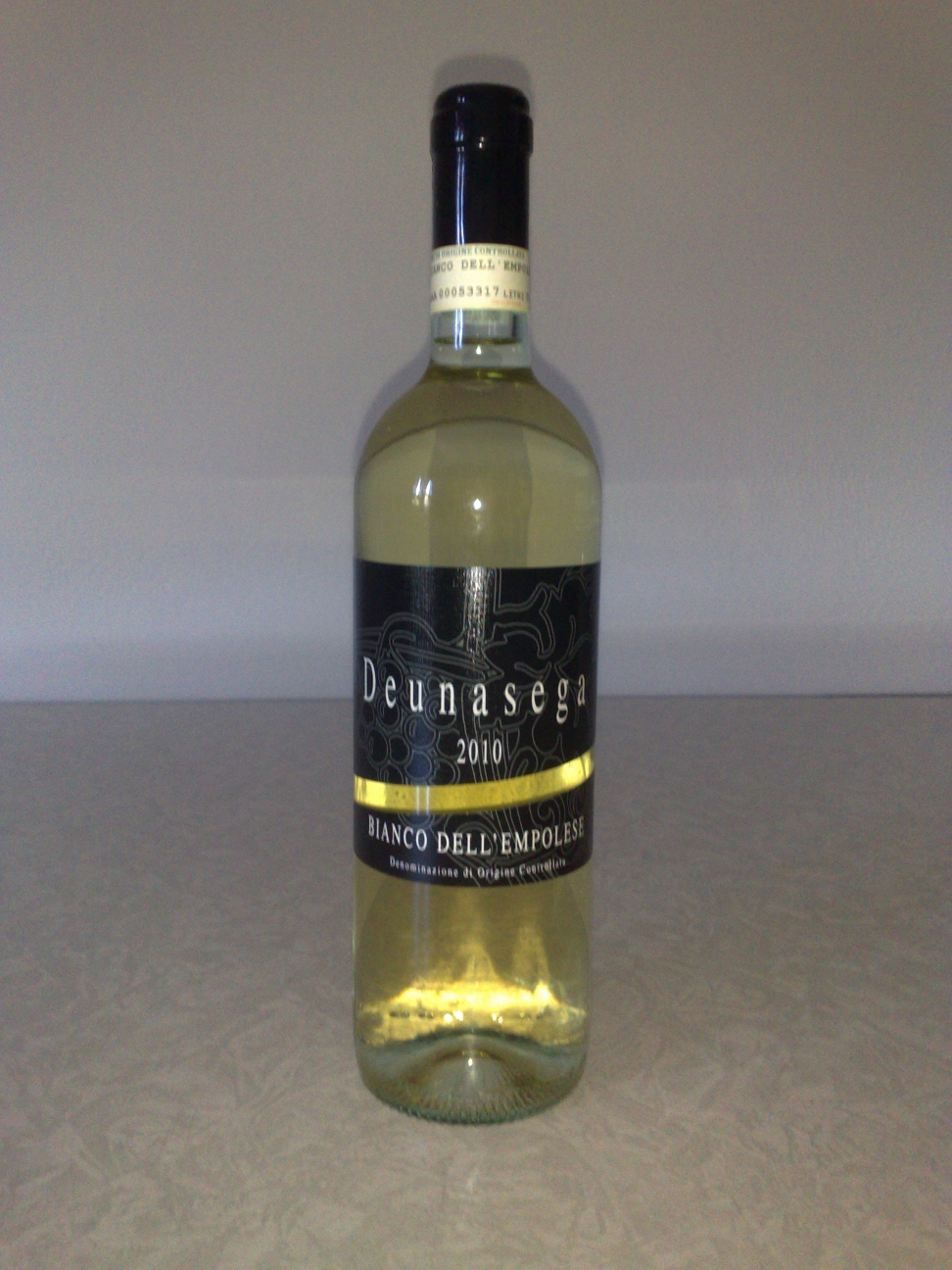
Una bottiglia di vino bianco con una tipica espressione volgare toscana (in questo caso empolese)

Vista la delicatezza dei concetti a cui si riferiscono, le parolacce sono sempre oggetto di tabù linguistici. Nel linguaggio adolescenziale e giovanile esse risultano generalmente più frequenti presentandone un utilizzo più spiccatamente variegato.
La maggior parte dei termini triviali derivano da termini ed espressioni comuni, di italiano corretto, che con il tempo sono deformati assumendo connotazioni tabù. Per esempio scorreggiare, emettere gas intestinali, deriva dal gesto di sciogliere la corda o correggia del pantalone (da cui la s privativa) per distendere i visceri oppure frocio, per omosessuale, deriverebbe secondo alcune fonti dalla grandezza delle narici, o froge (comunemente degli animali), delle Guardie Svizzere, in un misterioso accostamento omofilo. Viceversa può verificarsi temporalmente una "rettifica" dei termini triviali in un'accezione moderna immemore di quella originale. Ne sono un esempio casino, anticamente ad indicare un rifugio notturno in una tenuta di caccia, poi trivialmente postribolo, "casa di tolleranza", per ritornare con la Legge Merlin abrogatoria (1959), termine comune per indicare chiasso, confusione. Altro termine un tempo tabù divenuto di Italiano corretto è buggerare ovvero raggirare, gabbare, imbrogliare, la cui etimologia è lo Stato della Bulgaria, nel Medioevo nazione scismatica, indicata come teatro di dissolutezza e di rapporti "contro natura", dunque l'associazione con la sodomia.

## Le parolacce in televisione e nel cinema
In televisione in Italia le parolacce sono tuttora oggetto di censura. Durante il periodo della cosiddetta fascia protetta (fascia oraria che parte generalmente dalle prime ore del mattino fino alle prime ore della sera, e quindi caratterizzata da numerosi spettatori di età infantile) i conduttori televisivi vengono invitati esplicitamente a non dire parolacce in diretta. Se lo fanno possono scatenare sia proteste da parte soprattutto dei genitori (che spesso inviano telefonate o e-mail di protesta) sia subire rimproveri da parte dei direttori televisivi.
Nei servizi giornalistici e nei filmati preregistrati, se un personaggio pronuncia una parolaccia, essa viene solitamente coperta da un beep, suono che viene inserito in fase di montaggio, non sempre efficacemente, onde evitare cattivo esempio per i bambini.
In una televisione di Stato come la Rai, che fino alla fine degli anni settanta deteneva il monopolio, erano banditi termini corretti ma di "equivoca" interpretazione come amante, membro e preservativo (comunemente accostato con i terribili esiti delle patologie cui era d'uopo tutelare). Non era risparmiato il nome del club calcistico portoghese del Benfica, il cui accento era traslato dalla seconda alla prima sillaba onde evitare analogie con l'organo femminile.
Paradossalmente la cinematografia contemporanea si dilettava ad allusioni dall'esito comico, come l'attore Totò nel ruolo di un antico mercante di alcuni schiavi dal portamento inconfondibile: I Proci a Roma sono molto richiesti!!. Totò è considerato l'attore che per primo nel cinema italiano ha introdotto un linguaggio più volgare per fini umoristici. Nel film Il ratto delle Sabine (1945) compare la prima parolaccia del cinema italiano (vaffanculo). Altre parolacce da quel momento in poi diventeranno sempre più frequenti. La più nota è sicuramente quella del film I due colonnelli (1963), in cui Totò in risposta al maggiore nazista che lo incitava a far uccidere civili dicendo "Badate colonnello, io ho carta bianca" pronunciò la frase "E ci si pulisca il culo!".
Una legittimazione della parolaccia (e del nudo) avviene con la riforma della RAI del 1975. Si ricorda un'esternazione radiofonica di Cesare Zavattini, seppure elegante, a proposito dell'esuberanza giovanile. Un motto di rabbia blasfemo dell'attore teatrale Leopoldo Mastelloni, in una trasmissione del 1983, fu invece sottoposto a censura, a discapito di alcuni conduttori.

## Le parolacce nella musica
I primi in Italia a usare nei testi delle canzoni le parolacce sono stati i cantautori: Fabrizio De André, a causa del contenuto del testo di Carlo Martello ritorna dalla battaglia di Poitiers, pubblicato nel 1963 finì sotto processo per oscenità che si concluse solo nel 1967. Nell'album in cui fu inserito il brano, Vol. 1º, il testo non venne inserito. Il cantautore genovese utilizzò parolacce in molte altre sue canzoni, per esempio in Il testamento o Un giudice.
Una delle canzoni più celebri degli anni 1970 in cui si fa largo uso di parolacce è L'avvelenata di Francesco Guccini. Secondo il cantautore il successo che ha avuto il brano è dipeso proprio dall'uso delle parolacce.
Sempre negli anni '70 si ebbe il grande successo degli Squallor, che nei titoli degli album usavano doppi sensi e spesso nei testi delle canzoni adoperavano parolacce, a volte anche come titoli dei brani (per esempio Va fanculo con chi vuò tu, Chi cazz' 'm 'o fa fa' o Kaptain of the katz).
Un caso particolare è quello del cantautore Marco Masini: le parolacce ampiamente presenti in numerose sue canzoni (e talvolta addirittura nei titoli delle canzoni, come il noto brano Vaffanculo) hanno spesso suscitato polemiche e hanno contribuito a dare al cantante un'immagine piuttosto negativa, come personaggio diseducativo. Tali accuse lo spingeranno addirittura a ritirarsi, seppur momentaneamente, dalle scene.
Piero Ciampi in Adius raggiunge il record di pronunciare una dozzina di volte la parola "vaffanculo", indirizzandola alla donna che lo sta lasciando.
Altri cantanti che hanno usato una o più parolacce sono Annalisa, Luca Carboni, Samuele Bersani, Giorgio Faletti, Flaminio Maphia, Ermal Meta, Lucio Dalla, Enzo Jannacci, Renato Zero, Roberto Vecchioni, Luca Dirisio, Valerio Scanu, Elio e le Storie Tese.

## Forme utilizzate
Le parolacce possono essere usate per:
1. imprecazioni (es. "cazzo!"): sono una forma di interiezione, ovvero di dialogo con sé stessi, e servono a sfogare simbolicamente la propria aggressività contro un oggetto inanimato o contro una situazione; le imprecazioni comprendono anche le profanità (ovvero l'uso dei termini sacri al di fuori dei contesti religiosi) e le bestemmie; In alcuni dialetti, per esempio il Romanesco, degli insulti possono in certi contesti assumere espressione di meraviglia o di compiacimento.
2. insulti (es. "coglione!"): sono le parole usate per attaccare e ferire un'altra persona, abbassandone l'autostima;
3. maledizioni (es. "mortacci!"): sono le espressioni con cui si augura il male al destinatario.

Le parolacce, il cui serbatoio linguistico principale è costituito dalle oscenità (ovvero dalle espressioni che si riferiscono al sesso), sono presenti già nelle prime opere letterarie dell'umanità, come l'epopea di Gilgamesh, o in alcuni carmi di Catullo.

## Eufemismi e disfemismi
Chi evita di dire le parolacce le sostituisce in genere con altre parole simili dando all'espressione un tono di solito non volgare. Ecco alcuni esempi:
- Cazzo diventa Cacchio, Cavolo, Caspio, Caspita, Caccola, Cappero, Caso, Cactus, Cabbo[22].
- Coglioni diventa Scatole, Zebedei, Corbelli, Corbezzoli, Maroni
- Fica diventa Fischia, Fistola, Figaro, Fide, Brugna, Faggiana, Micia, Patata.
- Vaffanculo diventa Vaffanbagno o Vaffanbrodo, Vaffancuore, Vaffancolor, Vaffano, Vaffartiungiro o Vaffa, Vaffancina o Vaffancouver, Vaffanquesto, Vaffanquello, Vaffanl'ovo, Vaffanbicchiere, Vaffantredici, Vaffanpanino, Vaffanbene, Vaffanciuccio, Vaffanciullo, Vaffancubo, Vaffancuoco, Vaffannapoli.
- Vai a cagare! diventa Vai a spalare!, Vai a quel paese!, Vattene!, Vai a defecare!, Vai a minzionare!, Vai all'inferno!
- Troia diventa Trota, Trofia, Tromba, Trottola.
- Minchia diventa Minzica, Mizzica, Milla, Mingiulia.
- Merda diventa Melma, Menta, Mercoledì, Merenda, Meringa, Verzà, Cacca.
- Mannaggia al cazzo diventa Mannaggia alla miseria, Mannaggia all'uomo ragno, Mannaggia alla signora del Burger King, mannaggia al clero, ecc...
- Stronzo diventa Stolto, Struzzo, Strombolo, Stronzio

## Elenco di parolacce di uso frequente
Di seguito si riporta un elenco di lemmi di uso frequente nella lingua italiana, generalmente considerati parolacce. Tra parentesi sono riportati i significati letterali e quelli figurati. Alcuni dei termini riportati sono stati nobilitati da letterati e poeti, come ad esempio Dante Alighieri, nella Divina Commedia, Giuseppe Gioachino Belli, nei celebri sonetti in romanesco, l'Aretino, nei Sonetti lussuriosi, e molti altri ancora. Bisogna considerare inoltre che molti termini del registro basso frequentemente utilizzati sono in realtà appartenenti all'italiano regionale o al dialetto del luogo e non propriamente alla lingua italiana.
- Bagascia, baldracca, battona, mignotta, puttana, troia, zoccola (prostituta)[23][24]
- Arrapare (eccitare sessualmente)
- Bastardo (let. figlio non riconosciuto dai genitori, fig. persona odiosa)
- Bocchino, pompino, pompa, soffocotto (fellatio)
- Cacare, cagare (defecare)
- Cazzo (pene)[25]
- Cesso (let. vaso sanitario o Water, fig. persona che non possiede la bellezza estetica)
- Coglione (let. testicolo, fig. persona con scarso intelletto)[26]
- Culo (let. fondoschiena, fig. fortuna es. "Che culo!" con significato di "Che fortuna!")
- Ditalino (masturbazione femminile)
- Fica, figa[27] (in Italia settentrionale, a causa del processo di lenizione per cui le occlusive sorde del tardolatino sono diventate stabilmente sonore, questo termine è più diffuso nella variante con la g [/g/] al posto della c [/k/], similmente a quanto accade per la coppia "cacare/cagare"), fregna, passera,[28] topa, fessa (vagina)
- Finocchio, frocio, ricchione (maschio omosessuale)
- Fottere (let. avere un rapporto sessuale, fig. ingannare; usato in forma riflessiva con significato di non curarsi di qualcosa o di qualcuno es. "fottitene"[29])
- Inculata (let. sesso anale, fig. inganno)
- Merda (let. feci, fig. persona o oggetto di pessimo valore; imprecazione per una situazione potenzialmente sfavorevole)[23][30]
- Minchia (let. pene, fig. interiezione di stupore; persona con scarso intelletto o abilità es. "minchione", "amminchiato" ecc.)
- Palla (let. testicolo, fig. menzogna, sciocchezza, seccatura o noia, es. "Che palle!" ha il significato di "Che noia!"[31])
- Pugnetta, sega[32], raspone[33](masturbazione maschile)
- Pippa[34] (let. masturbazione maschile, fig. persona incapace)
- Piscia, pisciare (urina, urinare)
- Porco/porca, (persona con atteggiamenti sessuali ritenuti osceni. Termine usato nelle bestemmie in associazione con elementi sacri)
- Purchiacca (let. vagina, vulva) Alcuni erroneamente ritengono che il termine abbia origine dalle parole greche pyr (fuoco) + koliòs (fodero) unite ad un suffisso degradativo -acca, da cui pyrcliacca -> purchiacca -> pucchiacca, col termine che significherebbe letteralmente "fodero infuocato". Tuttavia, la parola si dimostra essere un'alterazione del nome della portulaca, i cui impacchi venivano usati nella medicina medievale per lenire l'infiammazione vaginale post-partum.
- Sborra, sborrare (sperma, eiaculare)
- Scopare (avere un rapporto sessuale)
- Stronzo (let. massa fecale solida, fig. persona stupida, incosciente o cattiva)
- Trombare (let. avere un rapporto sessuale[35])
- Vaffanculo (let. esortazione ad avere un rapporto anale, fig. esortazione ad andarsene e a non disturbare[36])

Generalmente sono considerate parole volgari anche i derivati delle parolacce e le parole composte che le contengono. Ad esempio così com'è considerato volgare il termine cazzo sono considerati volgari anche incazzarsi, incazzato, scazzo, cazzeggio, ecc.
Nei vocabolari le parolacce sono talvolta riportate aggiungendo accanto l'abbreviazione volg. (che vuol dire appunto "volgare"), l'abbreviazione triv. (che vuol dire "triviale") o l'abbreviazione pop. (che vuol dire popolare).